# Nieul-le-Dolent
Nieul-le-Dolent ist eine französische Gemeinde mit 2546 Einwohnern (Stand: 1. Januar 2022) im Département Vendée in der Region Pays de la Loire; sie gehört zum Arrondissement Les Sables d’Olonne und zum Kanton Talmont-Saint-Hilaire (bis 2015: Kanton La Mothe-Achard).

## Geographie
Nieul-le-Dolent liegt etwa zwölf Kilometer südwestlich von La Roche-sur-Yon und etwa 22 Kilometer ostnordöstlich von Les Sables-d’Olonne. An der südlichen Gemeindegrenze liegt die Quelle des Vertonne. Umgeben wird Nieul-le-Dolent von den Nachbargemeinden Les Clouzeaux im Norden, Aubigny im Osten und Nordosten, La Boissière-des-Landes im Osten und Südosten, Saint-Avaugourd-des-Landes im Süden und Südosten, Poiroux im Süden, Grosbreuil im Südwesten, Le Girouard im Westen sowie Sainte-Flaive-des-Loups im Nordwesten.

## Bevölkerungsentwicklung
| Jahr      | 1962 | 1968 | 1975 | 1982 | 1990 | 1999 | 2006 | 2012 |
| Einwohner | 1207 | 1278 | 1391 | 1601 | 1714 | 1855 | 2125 | 2363 |

## Sehenswürdigkeiten
- Haus La Bourcerie

## Gemeindepartnerschaften
Mit der deutschen Gemeinde Gestratz in Bayern besteht seit 1976 eine Partnerschaft.